# Kyle MacLachlan
Pour les articles homonymes, voir McLachlan.
Kyle Merritt McLachlan, dit Kyle MacLachlan (prononcé [məkˈlɒklən]), est un acteur américain, né le 22 février 1959 à Yakima (État de Washington).
Acteur fétiche du réalisateur David Lynch, il interprète le rôle de Paul Atréides dans Dune (1984), celui de Jeffrey Beaumont dans Blue Velvet (1986) puis celui de l'agent spécial Dale Cooper dans la série télévisée Twin Peaks (1990,1991, 2017) et dans le film Twin Peaks: Fire Walk with Me (1992), rôle qui lui vaut le Golden Globe du meilleur acteur dans une série télévisée dramatique en 1991.
Au cinéma, il apparaît, en plus des films de Lynch, dans The Doors (1991) de Oliver Stone, La Famille Pierrafeu (1994) de Brian Levant ou encore dans Showgirls (1995) de Paul Verhoeven.
Visage familier de la télévision américaine à partir des années 2000, il incarne différents personnages : Trey MacDougal dans la série Sex and the City (2000-2002), Orson Hodge dans Desperate Housewives (2006-2012), le capitaine George Van Smoot dans How I Met Your Mother (2010-2014), le maire de Portland dans Portlandia (2011-2018) ou encore Calvin Zabo dans Marvel : Les Agents du SHIELD (2014-2015).

## Biographie

### Carrière

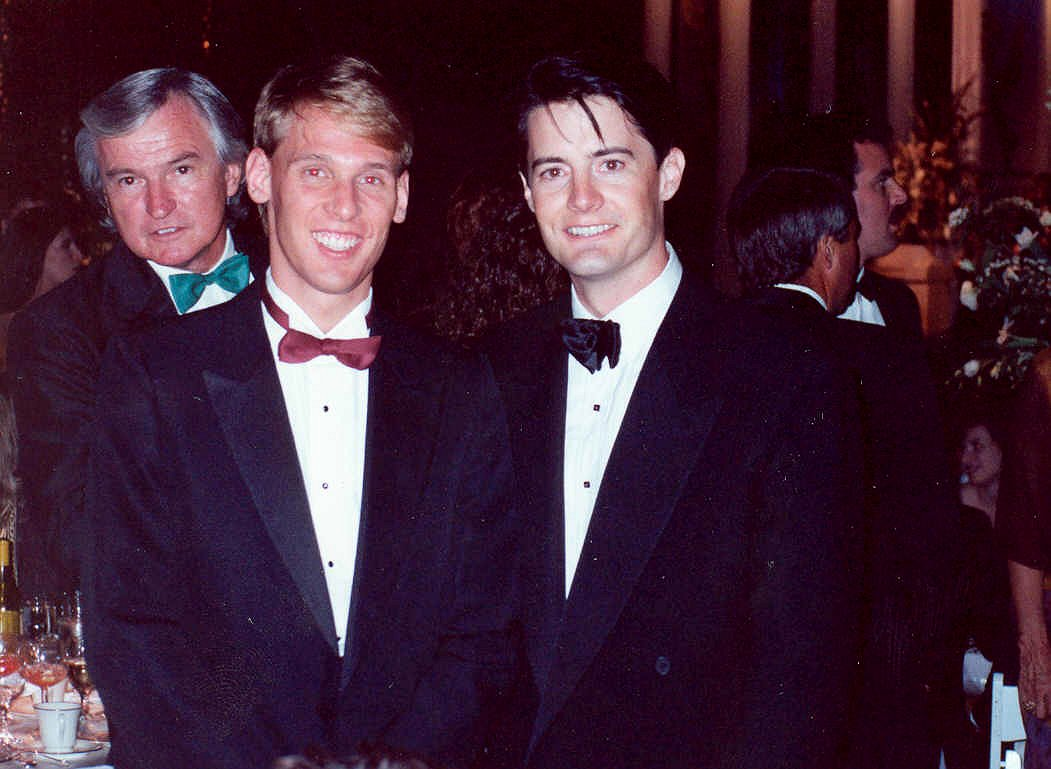
L'acteur en 1990.

Kyle MacLachlan fait ses débuts au cinéma en 1980 dans le film L'Enfant du diable (The Changeling). II est payé 10 dollars en tant que figurant.
Il tient son premier vrai rôle en 1984 dans le film Dune de David Lynch. Cette première n'est pas des moindres, puisque l'acteur campe le personnage principal du film, Paul Atréides. Cette adaptation du roman éponyme de Frank Herbert reçoit globalement des critiques négatives et n'arrive pas à rembourser son budget. La production du film a été compliquée pour David Lynch qui n'a pas eu le contrôle créatif total sur le projet et n'a pas pu proposer sa version finale du film.
Le film lui apporte un peu de notoriété et il postule notamment pour plusieurs projets, dont le devenu culte Top Gun de Tony Scott en 1986. La même année, il rencontre Oliver Stone afin de jouer dans Platoon. Il ne se rappelle plus pourquoi la collaboration ne s'est pas concrétisée, mais pense qu'il y a eu un problème d'emploi du temps avec le film Blue Velvet. Ainsi, MacLachlan retrouve David Lynch en 1986 pour le film néo-noir Blue Velvet, qu'il considère comme une « renaissance » après Dune. Il y incarne, tout comme dans Dune, le rôle principal du film, ici celui du jeune Jeffrey Beaumont, qui tombe sur une oreille dans un champ, ce qui va le mener à enquêter et à rencontrer une chanteuse de cabaret, interprétée par Isabella Rossellini.
En 1990, il incarne l'agent Dale Cooper dans la série Twin Peaks, créée par Mark Frost et par Lynch. MacLachlan considère d'ailleurs ce rôle comme étant le plus important de sa carrière. Il joue Cooper pendant deux saisons jusqu'en 1991, date à laquelle s'arrête la deuxième saison et remporte le Golden Globe du meilleur acteur pour le rôle et est également nommé pour deux Emmy Awards. Commentant les rôles de MacLachlan dans ses films, Lynch explique au magazine GQ : « Kyle joue des innocents qui sont intéressés par les mystères de la vie. Il représente la personne qui est assez sincère pour évoluer dans un monde étrange en évoluant en parallèle ». Cependant, mécontent de la tournure prise par la seconde partie de la deuxième saison, marquée par l'absence de Lynch sur les plateaux, il refuse dans un premier temps de reprendre son rôle dans le film préquelle de Lynch, Twin Peaks: Fire Walk with Me. Finalement, il accepte de revenir, mais seulement pour quelques jours de tournage et son apparition dans le film est alors considérablement réduite. Il s'agit de la dernière collaboration entre les deux hommes jusqu'à la troisième saison de la série, sortie en 2017.
Kyle MacLachlan apparaît alors dans plusieurs films, notamment The Doors d'Oliver Stone (1991) au côté de Val Kilmer, et également dans La Famille Pierrafeu (1994). Il joue surtout le rôle de Zack Carey dans Showgirls de Paul Verhoeven en 1995. N'ayant pas aimé la version finale, il ne fait aucune promotion du long-métrage, mais portera par la suite un regard plus favorable vis-à-vis du film.

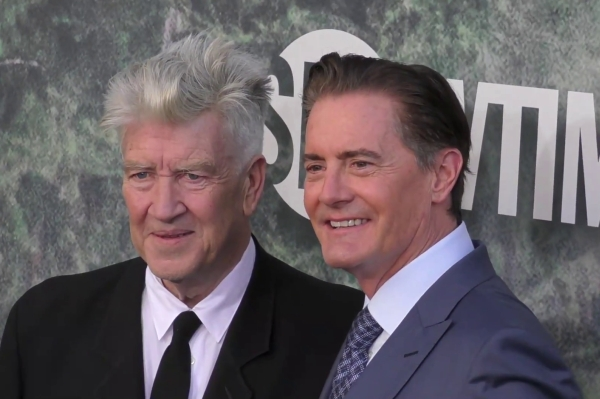
Kyle MacLachlan et David Lynch lors de la première de Twin Peaks: The Return en 2017.

Tout en continuant d'apparaître au cinéma, Kyle MacLachlan travaille beaucoup à la télévision. Il participe au début des années 2000 à deux séries à succès, Sex and the City (2000-2001) dans le rôle de Trey MacDougal et dans Desperate Housewives (2005-2012), apparaissant de la saison 2 à la saison 8 dans le rôle d'Orson Hodge. De 2010 à 2014, il tient le rôle du Capitaine dans la sitcom How I Met Your Mother, apparaissant dans plusieurs épisodes des saisons six et huit, ainsi que dans un épisode de la neuvième et dernière saison,,. Il apparaît dans Marvel: Agents of S.H.I.E.L.D. (2014-2015) en tant que Calvin Zabo, un des protagonistes de la série.
En 2017, il fait un retour remarqué en reprenant son rôle emblématique de Dale Cooper dans Twin Peaks: The Return, la troisième saison de la série. Cette saison de 18 épisodes marque ainsi le retour de la collaboration entre MacLachlan et David Lynch, 25 ans après Twin Peaks: Fire Walk with Me. En plus de l'agent Cooper, il incarne deux rôles supplémentaires, et reçoit de bons retours de la part de la critique. Il est nommé en 2018 pour un nouveau Golden Globe du meilleur acteur.
En 2022, il reprend le rôle du capitaine George Van Smoot dans la série dérivée How I Met Your Father. En juin 2022, il est annoncé à la distribution de la série Fallout, adaptation télévisuelle de la franchise vidéoludique du même nom.

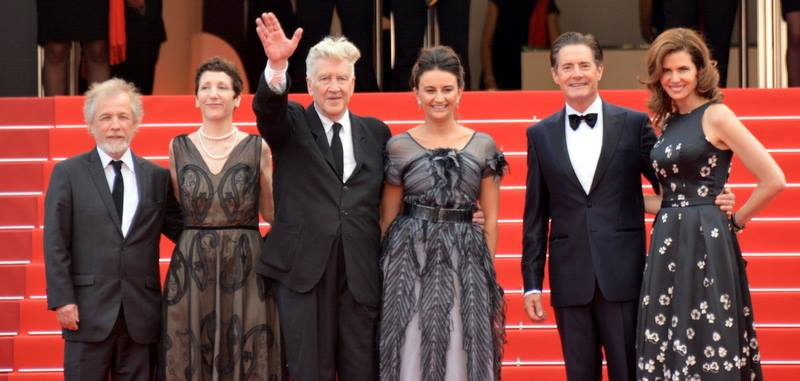
Kyle MacLachlan et sa femme Desiree Gruber (à droite), accompagnant David Lynch au Festival de Cannes en 2017.

### Vie privée
Kyle MacLachlan a eu notamment une relation avec Laura Dern, sa partenaire dans le film Blue Velvet et Lara Flynn Boyle, sa partenaire dans Twin Peaks.
En 1999, il rencontre la productrice Desiree Gruber, avec laquelle il se marie en avril 2002. Ils ont un enfant, Callum, né en 2008. Kyle MacLachlan est passionné de vins, de golf et de voyages[réf. nécessaire].

## Filmographie

### Cinéma
- 1980 : L'Enfant du diable (The Changeling) de Peter Medak : un figurant
- 1984 : Dune de David Lynch : Paul Atréides / Usul / Muad'Dib
- 1986 : Blue Velvet de David Lynch : Jeffrey Beaumont
- 1987 : Hidden de Jack Sholder : Lloyd Gallagher
- 1989 : Dream Breakers de Stuart Millar : Bobby O'Connor
- 1990 : Don't Tell Her It's Me (en) de Malcolm Mowbray : Trout (titre français : Un look d'enfer)
- 1991 : The Doors d'Oliver Stone : Ray Manzarek
- 1992 : Twin Peaks: Fire Walk with Me de David Lynch : l'agent Dale Cooper
- 1992 : Where the Day Takes You de Marc Rocco : Ted
- 1993 : Rich in Love de Bruce Beresford : Billy McQueen
- 1993 : The Trial de David Hugh Jones : Josef K.
- 1994 : Vault of Horror I de Steven E. de Souza, Tom Hanks et Stephen Hopkins
- 1994 : Les Révoltés d'Attica (Against the Wall) (TV) de John Frankenheimer : Michael Smith
- 1994 : La Famille Pierrafeu de Brian Levant : Cliff Vandercave
- 1995 : Showgirls de Paul Verhoeven : Zack Carey
- 1996 : Moonshine Highway de Andy Armstrong : Jed Muldoon
- 1996 : Réactions en chaîne (The Trigger Effect) de David Koepp : Matthew
- 1996 : Mad Dogs de Larry Bishop : Jake Parker
- 1997 : Pour une nuit... (One Night Stand) de Mike Figgis : Vernon
- 1998 : Thunder Point de George Mihalka : Sean Dillon
- 1998 : Route 9 de David Mackay : Booth Parker
- 2000 : Xchange de Allan Moyle : Fisk / Toffler 2
- 2000 : Le Prix de l'éternité de David Jackson : Dennis Conway
- 2000 : Hamlet de Michael Almereyda : Claudius
- 2000 : Timecode de Mike Figgis : Bunny Drysdale
- 2001 : Perfume de Michael Rymer et Hunter Carson : directeur commercial
- 2001 : Me Without You de Sandra Goldbacher : Daniel
- 2002 : Miranda de Marc Munden : Nailor
- 2002 : Jo de Mike Newell
- 2003 : Northfork de Michael Polish : M. Hope
- 2004 : Un soupçon de rose de Ian Iqbal Rashid : l'esprit de Cary Grant
- 2004 : l'île mystérieuse : capitaine smith
- 2006 : Libérez Jimmy (Free Jimmy) de Christopher Nielsen : Marius (voix)
- 2008 : La Ligue des justiciers : Nouvelle Frontière (Justice League: The New Frontier) de Dave Bullock : Superman (voix)
- 2008 : Quatre filles et un jean 2 (The Sisterhood of the Traveling Pants 2) de Sanaa Hamri : directeur d'atelier de théâtre
- 2009 : Manure de Michael Polish : Jimmy St. James
- 2009 : Mao's Last Dancer de Bruce Beresford
- 2011 : Peace, Love and Misunderstanding de Bruce Beresford
- 2013 : Défendu (Breathe In) de Drake Doremus : Peter Sebeck
- 2015 : Vice Versa (Inside Out) de Pete Docter et Ronnie del Carmen : le père de Riley (voix)
- 2018 : La Prophétie de l'horloge (The House with a Clock in Its Walls) d'Eli Roth : Isaac Izard
- 2018 : Giant Little Ones de Keith Behrman : Ray Winter
- 2019 : High Flying Bird de Steven Soderbergh : David Seton
- 2020 : Tesla de Michael Almereyda : Thomas Edison
- 2020 : Capone de Josh Trank : Karlock
- 2022 : Avoue, Fletch (Confess, Fletch) de Greg Mottola : Ronald Horan
- 2023 : Miranda's Victim de Michelle Danner : le juge en chef Earl Warren[12]
- 2024 : Blink Twice de Zoë Kravitz
- 2024 : Vice-versa 2 (Inside Out 2) de Kesley Mann : le père de Riley (voix)
- 2025 : Echo Valley de Michael Pearce : Richard Garrett

### Télévision
- 1990 : American Experience : le narrateur (1 épisode)
- 1990-1991 : Twin Peaks : agent Dale Cooper (30 épisodes)
- 1991 : Les Contes de la crypte : Earl Raymond Digs (1 épisode)
- 1994 : Roswell, le mystère de Jeremy Kagan : Jesse Marcel
- 1998 : The Invisible Man (téléfilm) : Jack Griffin
- 2000-2002 : Sex and the City : Trey MacDougal (23 épisodes)
- 2004 : New York, unité spéciale : Dr Brett Morton (saison 6, épisode 6)
- 2004 : Les Aventures de Flynn Carson : Le Mystère de la lance sacrée de Peter Winther : Edward Wilde
- 2005 : L'Île mystérieuse (Mysterious Island) de Russell Mulcahy : le capitaine Cyrus Smith
- 2006 : Dernier Recours : David Swayne (13 épisodes)
- 2006-2012 : Desperate Housewives : Orson Hodge (saisons 2 à 8, 96 épisodes)
- 2007 : Lost, the answers : voix off
- 2010-2014 : How I Met Your Mother : le Capitaine George Van Smoot (saison 6, épisodes 8, 11 et 17 ; saison 8, épisodes 17, 19 et 21 ; saison 9, épisode 20)
- 2011-2018 : Portlandia : le maire de Portland (24 épisodes)
- 2011 : New York, unité spéciale : Andrew Raines (saison 13, épisode 3)
- 2013-2014 : The Good Wife : Josh Perrotti (saisons 4 et 6, 4 épisodes)
- 2014 : Believe : Skouras (13 épisodes)
- 2014-2015 : Marvel : Les Agents du SHIELD : Calvin Zabo (13 épisodes)
- 2017 : Twin Peaks (saison 3) : Dale Cooper / Le Doppelgänger de Dale Cooper alias « Mr. C » / Douglas « Dougie » Jones (épisode 3)
- 2019 : Carol's Second Act : le Dr Stephen Frost
- 2020 : Atlantic Crossing : Franklin Delano Roosevelt
- 2022 : Joe vs. Carole (en) : Howard Baskin (8 épisodes)
- Depuis 2022 : How I Met Your Father : le Capitaine George Van Smoot (saison 1, épisodes 9 et 10 - en cours)
- 2024 : Fallout : Hank MacLean (2 épisodes)
- 2025 : Overcompensating : John

### Jeux vidéo
- 2001 : Grand Theft Auto III : Donald Love

## Distinctions

### Récompenses
- Golden Globes 1991 : Meilleur acteur dans une série dramatique pour la série Twin Peaks.
- Dorian Awards 2018 : Performance TV de l'année - Acteur pour la série Twin Peaks.
- Saturn Awards 2018 : Meilleur acteur pour la série Twin Peaks.
- Canneseries 2024 : Canal + Icon Award

### Nominations
- Emmys Awards 1990 : Meilleur acteur dans une série dramatique pour Twin Peaks.
- Emmys Awards 1991 : Meilleur acteur dans une série dramatique pour Twin Peaks.

- Golden Globes 2018 : Meilleur acteur pour la série Twin Peaks
- Empire Awards 2018 : Meilleur acteur pour la série Twin Peaks

## Voix francophones
En version française, Kyle MacLachlan est dans un premier temps doublé par Guy Chapellier dans le film Dune ainsi que par Éric Legrand  dans Blue Velvet et Les Briseurs de rêve. À partir de 1990 et la série Twin Peaks, il est principalement doublé par Patrick Poivey jusqu'à la mort de ce dernier en 2020. Il le double notamment dans Sex and the City Miranda, Les Aventures de Flynn Carson : Le Mystère de la lance sacrée, Desperate Housewives, The Good Wife ou encore Marvel : Les Agents du SHIELD.
En parallèle, Guy Chapellier le retrouve dans Dernier Recours, Bernard Lanneau le double à trois reprises dans Pour une nuit..., La Prophétie de l'horloge et Capone, Philippe Roullier le double à deux reprises dans Le Dernier danseur de Mao et How I Met Your Mother tandis qu'à titre exceptionnel, il est doublé par les comédiens suivants : Edgar Givry dans Les Contes de la crypte, Hervé Jolly dans Un look d'enfer, Jean-François Vlérick dans The Doors, Stéphane Bazin dans Roswell, le mystère, Renaud Marx dans Les Révoltés d'Attica, Bernard Gabay dans Showgirls, Georges Caudron dans Réactions en chaîne, Joël Zaffarano dans Mad Dogs, Lionel Tua dans Le Parfum du succès, Christian Gonon dans High Flying Bird, Patrick Donnay dans Atlantic Crossing et Bernard Métraux dans Lucky Hank (en). 
Ces dernières années, l'acteur est de nouveau doublé par Guy Chapellier (Avoue, Fletch, Surcompensation) et Marc Fayet (Fallout et Blink Twice). En 2025, après l'avoir doublé dans La Famille Pierrafeu, Pierre-François Pistorio le retrouve à son tour dans Echo Valley.